# Tiny Tim
Tiny Tim, właśc. Herbert Buckingham Khaury (ur. 12 kwietnia 1932, zm. 30 listopada 1996) – amerykański piosenkarz grający także na ukulele, historyk muzyki amerykańskiej. Był najbardziej znany ze swojej interpretacji "Tiptoe Through the Tulips" śpiewanej charakterystycznym, wysokim falsetem.

## Początki kariery
Tiny Tim urodził się w Nowym Jorku. Był synem polskiej żydówki (Tillie Staff) oraz libańskiego katolika (Butros Khaury). Już od dziecka był uzdolniony muzycznie – podczas przesłuchania do "The Tonight Show" potrafił śpiewać niezwykle wysokim głosem. Znany stał się po niezwykłej interpretacji piosenki "You Are My Sunshine".

## Filmografia
- "Message to Love: The Isle of Wight Festival" (mat. archiwalne, 1997, film dokumentalny, reżyseria: Murray Lerner)[2]